# Gobelsburg
Gobelsburg (früher auch Gobatsburg) ist ein Ort, eine Ortschaft und eine Katastralgemeinde der Stadtgemeinde Langenlois im Bezirk Krems-Land in Niederösterreich.

## Geografie
Der Ort liegt im Kamptal zwischen Langenlois und Hadersdorf am Kamp. Die Seehöhe in der Ortsmitte beträgt 218 Meter. Die Fläche der Katastralgemeinde umfasst 7,67 km². Die Einwohnerzahl beläuft sich auf 793 Einwohner (Stand: 1. Jänner 2024). Zur Katastralgemeinde zählt auch Zeiselberg.

## Geschichte

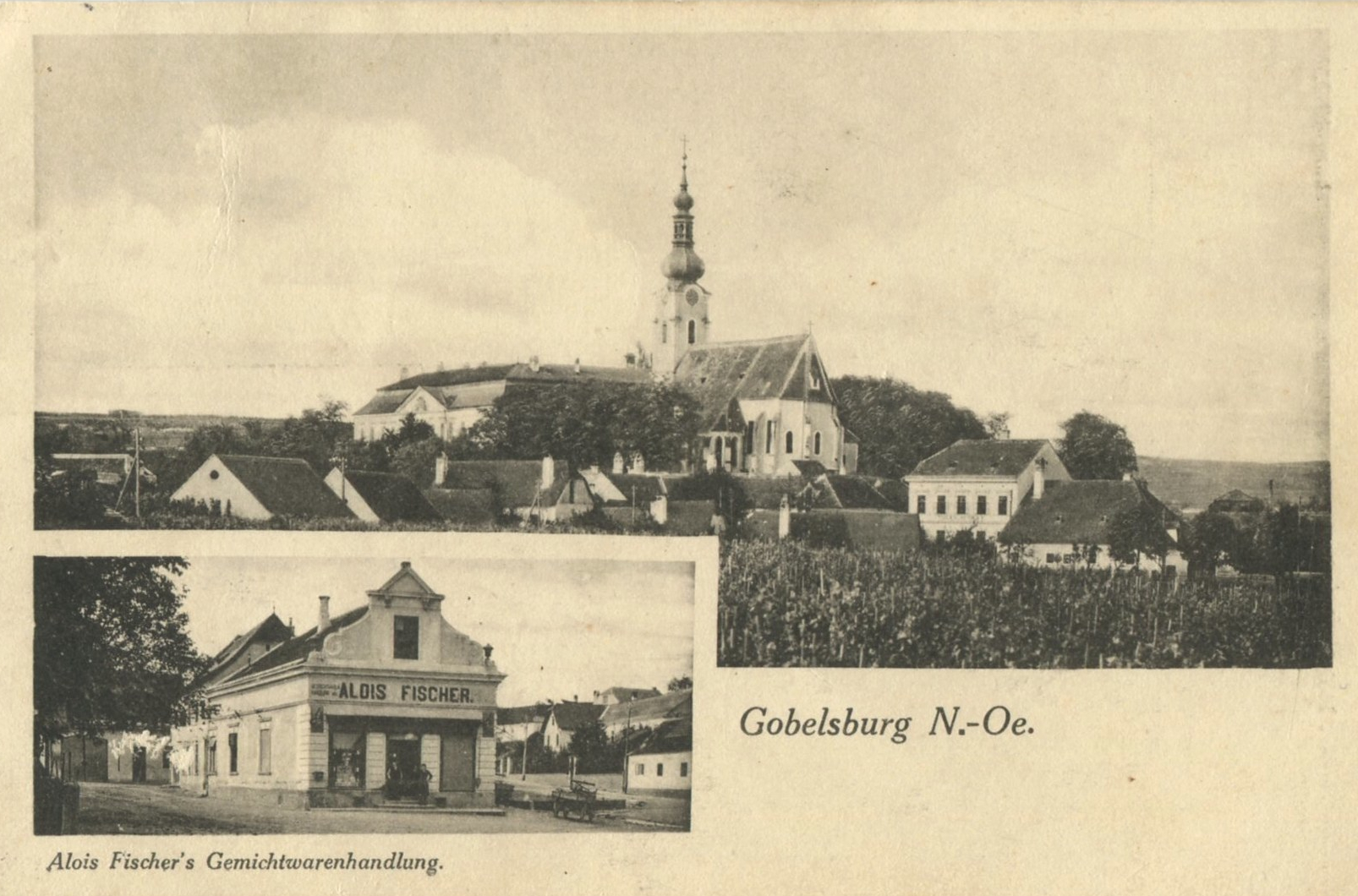
Gobelsburg, Ansichtskarte um 1910

Zahlreiche archäologische Funde belegen eine Besiedlung von Gobelsburg bereits für die Jungsteinzeit. Im Mittelalter wurde der Ort erstmals 1079 erwähnt. Bis in das 18. Jahrhundert erfolgten zahlreiche Wechsel der Grundherren. 1740 erwarb das Stift Zwettl Schloss und Herrschaft und baute Gobelsburg zu seinem Weingut aus. Noch heute befindet sich das Schloss Gobelsburg im Besitz des Stifts Zwettl.

Mit der Inbetriebnahme der Kamptalbahn entwickelte sich Gobelsburg zu einer kleinen Sommerfrische mit Sommerfrische-Villen. Laut Adressbuch von Österreich waren im Jahr 1938 in der Marktgemeinde Gobelsburg zwei Bäcker, ein Binder, ein Fleischer, ein Friseur, zwei Gastwirte, drei Gemischtwarenhändler, ein Kino, ein Landesproduktehändler, eine Milchgenossenschaft, ein Schmied, zwei Schneider und zwei Schneiderinnen, zwei Schuster, zwei Schweinehändler, zwei Trafikanten, zwei Tischler, zwei Weinhändler und die zum Stift Zwettl gehörende Gutsverwaltung Gobelsburg ansässig. Nach 1945 konnte der Ort nicht mehr an die Tradition der Sommerfrische anschließen. Veränderte Reisegewohnheiten, aber auch der Bau der Kamptal-Stauseen, der zu einem starken Temperaturrückgang des von zahlreichen Badeanstalten gesäumten Kamps führte, entzogen dem Tourismus im Kamptal seine wichtigsten Grundlagen.

Die bis dahin selbstständige Marktgemeinde Gobelsburg mit den Ortsteilen Gobelsburg und Zeiselberg wurde zum 1. Jänner 1972 in die Stadtgemeinde Langenlois eingemeindet.
Postleitzahl: In der Stadtgemeinde Langenlois finden mehrere Postleitzahlen Verwendung. Gobelsburg hat die Postleitzahl 3550.

### Bevölkerungsentwicklung

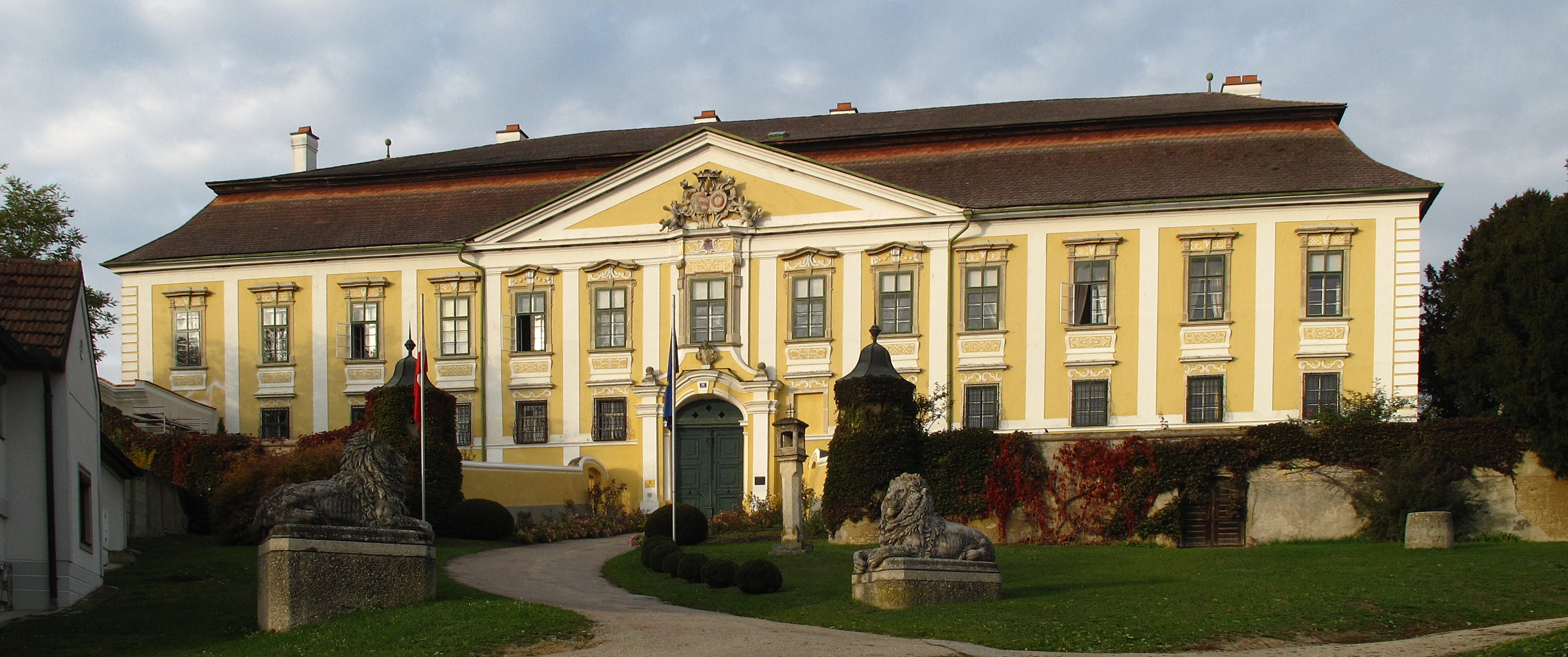
Schloss und Weingut Gobelsburg

| Jahr      | 1794 | 1830 | 1869 | 1951 | 1961 | 1981 | 1991 | 2001 |
| --------- | ---- | ---- | ---- | ---- | ---- | ---- | ---- | ---- |
| Einwohner | 689  | 688  | 716  | 585  | 659  | 561  | 571  | 756  |

## Kultur und Sehenswürdigkeiten
Siehe auch: Liste der denkmalgeschützten Objekte in Langenlois, Abschnitt Katastralgemeinde Gobelsburg.
- Schloss Gobelsburg: Der Gutshof wurde 1725 zu einem herrschaftlichen Schloss ausgebaut. 1740 erwarb das Stift Zwettl das Schloss. In der Schlosskapelle befinden sich ein Deckengemälde mit der Darstellung Mariens und ein Seitenaltarbild mit der Darstellung des Hl. Bernhard des Kremser Schmidt von 1769.[7] Bis in die 1990er Jahre befand sich im Schloss eine Außenstelle des Österreichischen Museums für Volkskunde. Schloss Gobelsburg ist Sitz des Weinguts Schloss Gobelsburg.
- Katholische Pfarrkirche Gobelsburg Mariä Geburt: Die Pfarrkirche ist ein spätgotischer, um 1750 barockisierter Bau. Bemerkenswert sind die im nördlichen Seitenschiff befindlichen romanischen Steinreliefs und die aus dem 14. Jahrhundert stammenden Fresken.[7]
- Dreifaltigkeitssäule: von 1689. Sie stand ursprünglich im Wiener Vorort Spittelberg und wurde 1822 nach Gobelsburg überführt.[7]

## Wirtschaft und Infrastruktur
- Weinbau: Gobelsburg zählt zu den wichtigsten Weinbauorten des Kamptals.
- Freiwillige Feuerwehr Gobelsburg-Zeiselberg

## Öffentliche Einrichtungen
In Gobelsburg befindet sich ein Kindergarten.

## Verkehr
Straße, Bahn, Bus:
Gobelsburg liegt an der Kamptalstraße (B34) und an der Kamptalbahn. Die ÖBB betreiben die Bedarfshaltestelle Gobelsburg. Das Linienbusunternehmen PostBus fährt die Haltestellen Gobelsburg-Kriegerdenkmal und Zeiselberg b. Hadersdorf/Kamp Ort der Linie 1407 (Schiltern-Langenlois) an.

## Landjugend
In Gobelsburg-Zeiselberg hat sich eine Gruppe der Landjugend gegründet. Zu einer ersten Beratung über die zukünftigen Aktivitäten kamen die Jugendlichen am 10. Jänner 2020 im Jugendheim Gobelsburg, dem alten Bäckerhaus an der Schlossstraße, zusammen. Kompetente Unterstützung erfährt die Gruppe durch das Betreuungsteam der Landjugend Weinviertel mit dem Referenten Lukas Bull und der Ortsgruppenleiterin Magdalena Polsterer. Bürgermeister Harald Leopold nahm ebenfalls zu diesem Treffen teil und sicherte der neuen Landjugendgruppe seine Unterstützung zu.

## Persönlichkeiten
Söhne und Töchter:
- Anna Höllerer (* 1953), österreichische Politikerin und Nationalratsabgeordnete, in Gobelsburg geboren
- Konrad Höfinger (1886–1938), Abgeordneter zum NÖ Landtag (NSDAP), Wirtschaftsbesitzer in Gobelsburg
- Josef Leopold (1889–1941), Gauleiter und Landesleiter der NSDAP in Österreich
- Johann Pettenauer (1902–1985), österreichischer Politiker und niederösterreichischer Landtagsabgeordneter, in Gobelsburg geboren